# Aschitus hofferi
Aschitus hofferi är en stekelart som beskrevs av Jensen 1989. Aschitus hofferi ingår i släktet Aschitus och familjen sköldlussteklar. Inga underarter finns listade.